# Oriocourt
Oriocourt ist eine französische Gemeinde mit 56 Einwohnern (Stand 1. Januar 2022) im Département Moselle in der Region Grand Est (bis 2015 Lothringen). Sie gehört zum Arrondissement Sarrebourg-Château-Salins.

## Geographie
Oriocourt liegt in Lothringen, 34 Kilometer südöstlich von Metz, elf Kilometer nordwestlich von Château-Salins und drei Kilometer südöstlich von Delme im Saulnois (Salzgau) am Flüsschen Saint-Jean auf einer Höhe zwischen 228 und 296 m über dem Meeresspiegel. Das Gemeindegebiet umfasst 4,44 km².

## Geschichte
Das Dorf gehörte früher zum Herzogtum Lothringen und zum Bistum Metz. Schon 1195 wurde Paulus de Oriocourt genannt. Im Jahr 1277 besaßen die Grafen von Salm Oriocourt als Lehen von den Grafen von Bar. 1661 wurde die Ortschaft Frankreich einverleibt.
An die Herrschaft der Grafen von Salm erinnern die Lachse im Gemeindewappen. Krummstab und Schleier sind die Attribute der ehemaligen Benediktinerabtei.
Nach dem Deutsch-Französischen Krieg kam die Region an das deutsche Reichsland Elsaß-Lothringen, und das Dorf wurde dem Kreis Château-Salins im Bezirk Lothringen zugeordnet. Nach dem Ersten Weltkrieg musste die Region aufgrund der Bestimmungen des Versailler Vertrags 1919 an Frankreich abgetreten werden. Im Zweiten Weltkrieg war die Region von der deutschen Wehrmacht besetzt.
1915–1919 bzw. 1940–1944 trug das Dorf den eingedeutschten Namen Orhofen.
Von 1860 bis 2017 bestand hier das moderne Benediktinerinnenkloster Oriocourt. Es war im Schloss des früheren Wassermeisters beherbergt.

### Bevölkerungsentwicklung
| Jahr      | 1962 | 1968 | 1975 | 1982 | 1990 | 1999 | 2007 | 2019 |
| Einwohner | 89   | 95   | 94   | 80   | 66   | 58   | 51   | 55   |

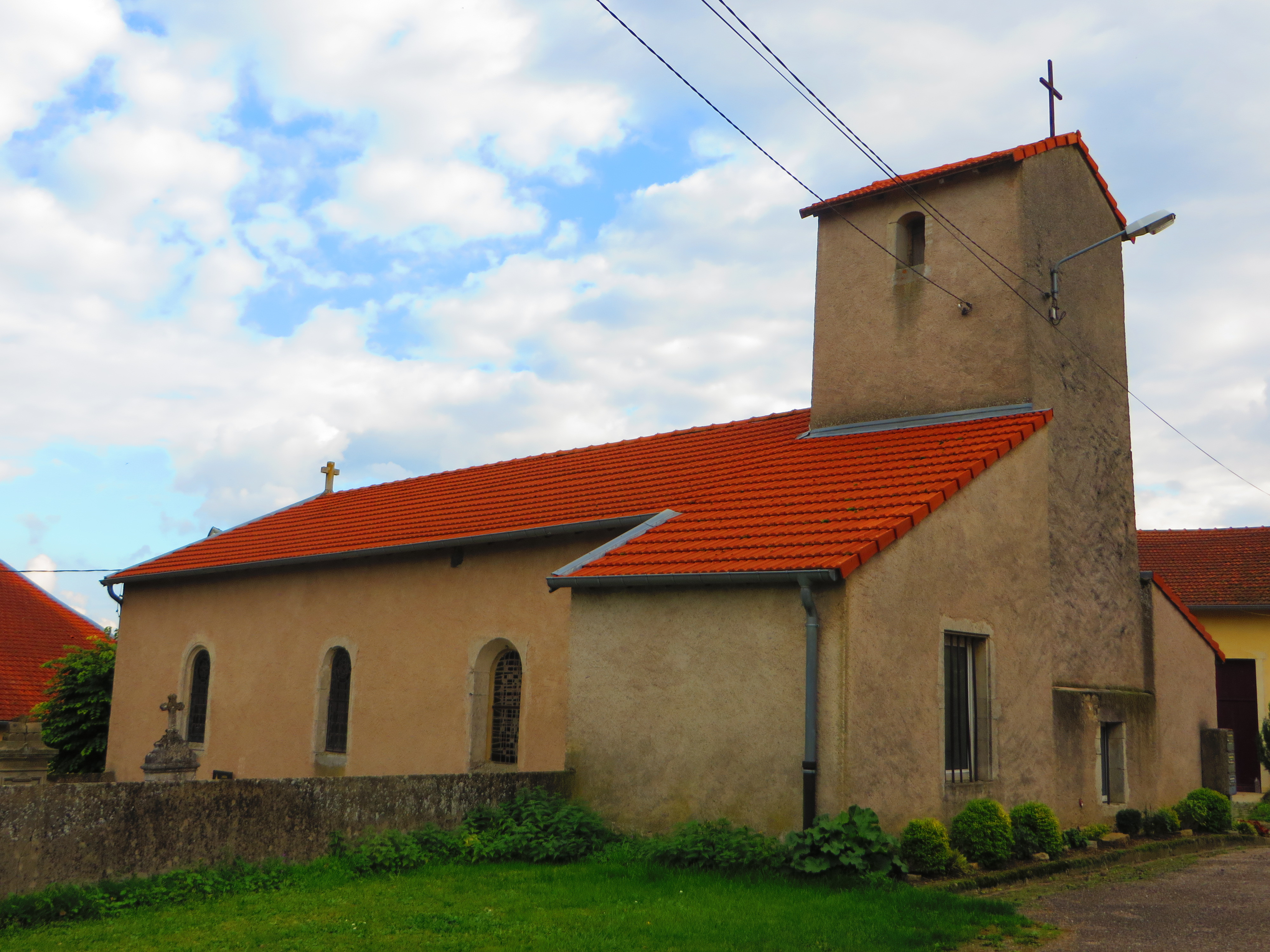
Kirche St. Johannes der Täufer
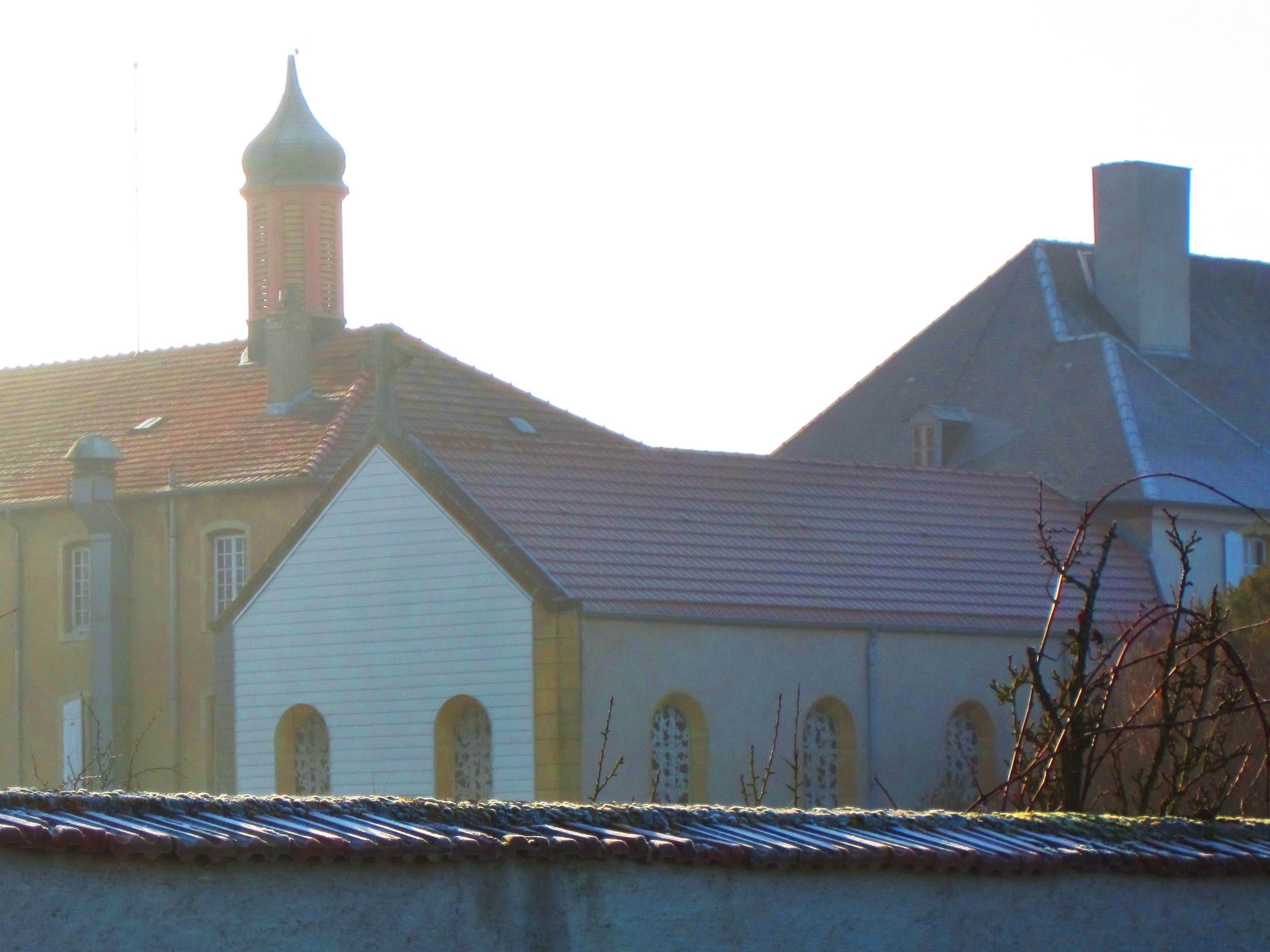
Klosterkapelle

## Belege
1. 1 2  Franz Xaver Kraus: Kunst und Alterthum in Elsass-Lothringen. Beschreibende Statistik. Band III, Friedrich Bull, Straßburg 1886, S. 841 (books.google.de).
2. ↑  Wappenbeschreibung auf genealogie-lorraine.fr (französisch)